# Metilirano živo srebro
Metilirano živo srebro (kemijska formula CH3Hg+) je zelo nevrotoksična spojina živega srebra, ki nastaja z biometilacijo, se dobro absorbira v prebavilih, prehaja krvno-možgansko pregrado in posteljico.

## Kemijska zgradba
Metilirano živo srebro je kemijsko gledano monometilživosrebrov (II) kation, sestavljen iz metilne skupine (CH3-), vezane na živosrebrov ion. Kot pozitivno nabiti ion se veže z raznimi anioni, kot so Cl-, hidroksilni ion (OH-), nitratni ion (NO3−) ... Izkazuje tudi visoko afiniteto do anionov, ki vsebujejo žveplo, zlasti do tiolnih (SH–) skupin v aminokislini cistein in posledično beljakovinah, ki v svoji zgradbi vsebujejo to aminokislino; s tiolnimi skupinami tvori kovalentno vez. Z metiliranim živim srebrom se lahko veže več kot ena tiolna skupina,.